# Suscripción

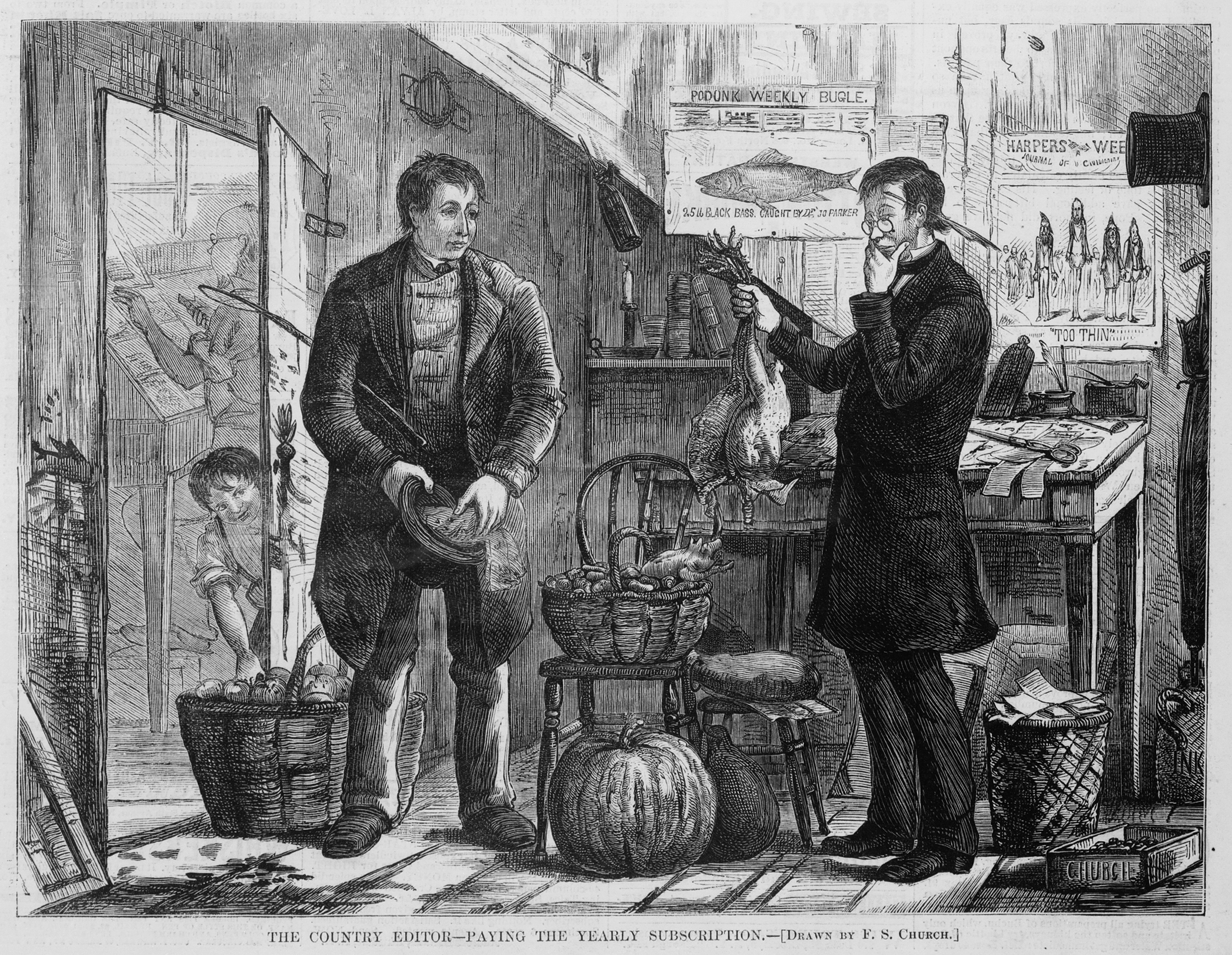
Una ilustración de periódico que muestra a un hombre haciendo un trueque, para pagar su suscripción anual al periódico "Podunk Weekly Bugle" con diversos productos agrícolas.

La suscripción o abonado es un modelo de negocio en la cual una persona tiene derecho a un servicio mediante una cuota. 
En lugar de vender productos individualmente, con una suscripción se comercializa intermitentemente en períodos variables (mensualmente, anualmente o por temporadas) el consumo de un producto o el acceso también a un servicio (economía). Esta forma de negociar ha probado ser eficiente en casos donde una venta única se convierte en una venta repetitiva, que puede crear cierta lealtad hacia una marca y que termina siendo útil para rastrear a un usuario suscrito o que canceló su inscripción. La renovación de una suscripción puede ser periódica y activada automáticamente, de modo que el costo de una nueva suscripción se paga por un precio preautorizado mediante una tarjeta de crédito o una cuenta corriente, ya sin la intervención del usuario.
Entre las industrias que usan este método de comercio se encuentran los clubs de lectura, las compañías telefónicas, los suministradores de televisión por cable, las empresas de telefonía móvil, los proveedores de Internet, canales televisivos de pago por visión, distribuidores de software, firmas de servicios financieros, gimnasios y la industria farmacéutica, así como periódicos tradicionales y revistas.